# Naganuma Acusi
Naganuma Acusi (長沼 敦司; Hepburn: Naganuma Atsushi; 1982. szeptember 22. –) japán válogatott vízilabdázó.

## Pályafutása
Pályafutását szülővárosában, Jamagata város középiskolai csapatában kezdte, majd az ezredfordulót követően tanulmányait Jokohamában folytatta, így a helyi egyetemi pólóklub játékosa lett. 2000-ben játszotta első mérkőzését a japán válogatottban.
2004-ben fejezte be egyetemi tanulmányait sporttudomány szakon, majd az olasz másodosztályú ASD Bergamó-hoz igazolt. Az Egyesült Államokban ismerte meg Varga I. Zsoltot és Märcz Tamást, segítségükkel igazolt Magyarországra a Fehérvár Póló SE csapatához 2007-ben. Két év után Újpest, majd egy bajnoki évadot követően Pécs lett a japán vízilabdázó következő állomása. Legnagyobb lehetőségét 2011-ben kapta, amikor elfogadta az újdonsült bajnokcsapat, a ZF-Eger szerződését.
Az Egerrel ezüstérmes lett, majd 2012 nyarán hazatért Japánba.